# Severin Films
Severin Films ist eine US-amerikanische Filmproduktions- und Vertriebsfirma. Severin Films konzentriert sich auf die Restaurierung und den Vertrieb von kontroversen und provokativen Filmen aus aller Welt. Die Filmgenre sind meist Erotik-, Horror- und Actionfilme.

## Firmengeschichte
Severin Films wurde 2006 in Los Angeles von Carl Daft, David Gregory und John Cregan gegründet. Später wurden Firmenbüros in New York City und London gegründet.

## Liste der Filme die Severin Films vertreibt (Auswahl)
- M.A.R.K. 13 – Hardware (Special Edition)
- Die Säge des Todes (Bloody Moon)
- Macumba Sexual
- Immortal Women
- Felicity (den Film nicht die gleichnamige Serie)
- Das Parfum von Yvonne (The Perfume of Yvonne)
- Gwendoline (Director’s Cut)
- Der Mann der Friseuse (The Hairdresser's Husband)
- Ein Haufen verwegener Hunde (The Inglorious Bastards)
- Was? (What?)
- Papaya, Love Goddess of the Cannibals
- Malabimba: The Malicious Whore
- Once Upon a Girl
- Laure
- The Beast in Space
- Satan’s Baby Doll
- Birdemic: Shock and Terror
- Santa Sangre
- Screwballs – Das affengeile Klassenzimmer (Screwballs)
- Emanuela – Alle Lüste dieser Welt (Emanuelle Around the World)